# Ar-Ramal
Ar-Ramal (DMG ar-Ramāl) war eine Siedlung während der meroitischen und frühchristlichen Zeit am Nil im heutigen Süden Ägyptens. Die Ruinen einer Friedhofskirche und einer Klosterkirche wurden untersucht, bevor der Ort 1964/65 vollständig im ansteigenden Nassersee unterging.

## Lage
Ar-Ramal lag am linken, westlichen Ufer des Nil zwischen dem 1. und 2. Katarakt, wenige Kilometer nordöstlich der frühchristlichen Siedlung Tamit, etwa 80 Kilometer vom sudanesischen Grenzort Wadi Halfa entfernt und halbwegs zwischen den antiken Städten Qustul und Qasr Ibrim. Südlich gegenüber am östlichen Flussufer stand die kleine Kirche von Kaw.

## Forschungsgeschichte
Die Nekropole von ar-Ramal wurde von Hermann Junker 1911 während einer Expedition der Wiener Akademie der Wissenschaften zum nahegelegenen Ermenne und anderen unternubischen Orten mit koptischen Friedhöfen aufgesucht. Sein Bericht erschien 1925. 1933 führte Ugo Monneret de Villard im Auftrag der ägyptischen Altertumsbehörde und mit Unterstützung des italienischen Außenministeriums Grabungen durch. Dabei legte er die Friedhofskirche vollständig frei. Im Rahmen der 1960 begonnenen UNESCO-Rettungsaktion kurz vor der Überflutung der meisten antiken Stätten in Unternubien untersuchte William Yewdale Adams den Ort. Im Februar 1964 fanden Friedrich Wilhelm Deichmann, Erich Dinkler, Peter Grossmann und andere Mitglieder des Deutschen Archäologischen Instituts während einer kurzen Reise durch Unternubien die Gebäude großteils vom Sand zugeweht.

## Friedhofskirche
Die mehrfach umgebaute, in ihrem Grundriss ungewöhnliche Friedhofskirche lag inmitten der Nekropole an einem flachen Südhang. Im letzten Baustadium bestand die Kirche aus vier langrechteckigen Räumen, davon zwei nebeneinanderliegenden Mittelschiffen, die an der Ost- und Westseite von halbrunden Apsiden abgeschlossen waren.
Zum Ursprungsbau gehörten nur das südliche Mittelschiff, die südliche äußere Längswand und der angrenzende Teil der Ostwand. Das ursprünglich dreischiffige, annähernd symmetrische Gebäude dürfte etwa neun Meter breit gewesen sein, die Längenausdehnung nach Westen konnte nicht mehr ermittelt werden. Bis auf eine niedrige Sockelzone waren alle Wände aus Lehmziegeln gemauert. Hinter der halbrunden Apsis war anstelle des sonst üblichen schmalen Korridors über die gesamte Breite des Gebäudes ein östlicher Querraum angelegt, der durch Türen an beiden Seiten der Apsis betreten wurde. Ungewöhnlich ist die starke Trennung der drei Räume voneinander durch nahezu geschlossene Wände anstelle der mittleren Pfeilerstellungen. Es gab nur an jeweils drei Stellen Durchgänge zwischen Mittelschiff und Seitenschiffen. Die östlichen Wandöffnungen seitlich der Apsis führten hinter den niedrigen gemauerten Chorschranken (ḥiǧāb) direkt in das Presbyterium. An den angrenzenden Wänden des mittleren Gemeinderaums fanden sich Reste einer Sitzbank und eines Ambo. Von den Außeneingängen der ersten Bauphase blieb nichts erhalten. Ähnlich stark abgeteilte Kirchenräume sind aus Karanug (Westufer, flussabwärts nahe Qasr Ibrim), ʿAbd al-Qādir-Süd (südlich gegenüber Wadi Halfa) und vom Südbau der Doppelkirche in Tamit bekannt.
In der ersten Umbauphase zu einer Doppelkirche bekam das nördliche Seitenschiff eine weitere runde Altarapsis. Die bisherige Trennwand zum Mittelschiff wurde verstärkt und teilweise neu aufgemauert. Beide Räume erhielten an der Westseite jeweils eine zusätzliche Rundapsis. Der nächste Bauabschnitt war, durch eine vertikale Mauerfuge erkennbar, der Anbau eines Seitenschiffs im Norden. Insgesamt entstand ein leicht schiefer, quadratischer Grundriss von etwa 13 Meter Seitenlänge. Der östliche Querraum wurde im Bereich der nördlichen Erweiterung zugemauert. Die für nubische Kirchen typischen drei Nebenräume längs der Westwand fehlten nach dem Umbau. Damit war auch das Treppenhaus verschwunden, das bei der letzten baulichen Veränderung durch einen Anbau ersetzt wurde, der zur Hälfte aus der Südwestecke ragte. Er enthielt eine einläufige Treppe auf das Dach, die nur vom Freien aus zugänglich war. Außerhalb der Nordwestecke entstand ein quadratischer Aufenthalts- oder Wohnraum. Im Gegensatz zum ältesten Kirchenbau waren die Wände der Umbauten bis zum Gewölbeansatz aus flachen Sandsteinbrocken gemauert, lediglich die neu hinzugekommene nördliche Ostapsis bestand aus Lehmziegeln. Allgemein waren Lehmziegel aufwendiger herzustellen und deshalb teurer als Bruchsteine. Aus Gründen der Sparsamkeit oder wegen ihrer geringeren Bedeutung wurden die westlichen Apsisbögen in der unteren Hälfte aus Bruchsteinen gemauert.
Die Kirchen von Karanug und ʿAbd al-Qādir-Süd werden nach Keramikfunden in das 6. Jahrhundert datiert. Peter Grossmann schätzt daher den Ursprungsbau auf Ende des 6. oder in das 7. Jahrhundert und die nachfolgenden Umbauten in das 9. bis 11. Jahrhundert. Weshalb die Friedhofskirche einen zweiten Altarraum im Osten benötigte, ist unklar. Möglicherweise diente die nördliche Apsis der Verehrung eines Märtyrers oder zur Aufbewahrung der Toten. Über die Funktion der beiden westlichen Apsiden gibt es keine Vermutungen.
Doppelkirchen bestehend aus zwei nebeneinanderliegenden Mittelschiffen kamen in Nubien ansonsten nicht vor. In Tamit entstanden durch einen Umbau zwei an der Längswand verbundene separate Kirchen, und in Gindinarri wurde an der nördlichen Längswand eine Seitenkapelle angebaut, sodass ein zweiter Altarraum entstand. Die Situation in Nubien unterschied sich grundlegend von der in Ägypten, wo der Neubau von Kirchen ab dem 12. Jahrhundert untersagt war und daher zusätzlich benötigte Apsiden für einen neuen Altar durch den Umbau der östlichen Nebenräume geschaffen werden mussten.

## Klosterkirche
Das Kirchengebäude erhielt seinen Namen, weil es innerhalb eines größeren Gebäudekomplexes eingeschlossen war und keine direkte Verbindung zur Straße bestand. Der relativ hohe Ruinenhügel (Kom) wurden von Ugo Monneret de Villard teilweise ausgegraben und seither nicht mehr untersucht. Es dürfte in tieferen Schichten bei den Ausgrabungen nicht erreichte Vorgängerbauten gegeben haben. Darauf verweisen die Höhe des Kom und Hausteinquader mit Reliefs aus meroitischer Zeit, die als Spolien in den Kirchenmauern verbaut waren. In unmittelbarer Nähe befand sich keine weitere antike Siedlung, aus der man die behauenen Steine hätte herbeischaffen können.
Der Hauptraum der dreischiffigen Kirche wurde von zwei Pfeilern unterteilt, die in den 1960er Jahren nur noch in geringer Höhe erhalten waren. In einigen Bereichen standen die Bruchsteinmauern der Außenwände noch raumhoch. Auf den von Monneret de Villard 1933 gefertigten Fotos sind später nicht mehr vorhandene Wandabschnitte mit nahezu horizontalen Lagerfugen aus sorgfältig gefügten Hausteinquadern zu erkennen. Im Lauf des 8. Jahrhunderts ging in Nubien die Tradition der Steinbearbeitung verloren, die danach stellenweise eingefügten Hausteine stammten meist aus Vorgängerbauten. Daher datiert Peter Grossmann die Kuppelkirche in das Ende des 7. Jahrhunderts. William Yewdale Adams macht keine Zeitangabe, sortiert sie aber in seiner Typologie den Kirchen des 9.–13. Jahrhunderts zu.
Der zentrale Kirchenraum war von einer Kuppel in der Form eines nubischen Gewölbes mit einem Innendurchmesser von 3,1 Meter überdeckt. Die relativ große Spannweite des Gewölbes wird in Nubien nur noch von der Langhauskuppelkirche von Tamit mit 3,3 Meter übertroffen. Die Kuppeln der übrigen nubischen Kirchen hatten Durchmesser von unter 3 Meter – vom Sonderfall der Kirche in Kulb abgesehen.